# Freda Robertshaw
Freda Rhoda Robertshaw (1916–1997) foi uma artista e pintora australiana de figuras e paisagens neoclássicas. Suas obras estão representadas nas principais galerias públicas australianas, e seu Nu em Pé (1944) foi considerado uma das atrações principais de uma exposição de 2001 de Mulheres Australianas Modernas na Art Gallery of New South Wales.

## Biografia e Carreira
Freda marcou significativamente o cenário artístico de seu país, especialmente por sua contribuição à representação do nu feminino, um campo amplamente dominado por artistas homens. Formada pela East Sydney Technical College, ela desenvolveu uma abordagem singular da figura humana, que combinava rigor técnico e uma profunda sensibilidade estética. Discípula de William Dobell, aprimorou suas habilidades e consolidou sua visão artística, explorando com destemor um tema considerado tabu para mulheres à época.
Sua obra mais icônica, "Nude" (1940), destacou-se pela maneira moderna e vigorosa com que tratava a figura feminina, rompendo com as convenções tradicionais e desafiando as expectativas sociais impostas às mulheres artistas. Robertshaw empregava a luz e a forma com notável maestria, conseguindo equilibrar força e delicadeza em suas composições figurativas.
Embora não tenha obtido o mesmo reconhecimento internacional que alguns de seus contemporâneos, Freda Robertshaw ocupa um lugar de destaque na história da arte australiana. Sua ousadia temática e seu refinado domínio técnico fizeram dela uma figura singular, cuja obra desafia as normas de gênero de sua época e continua a ser objeto de estudo e celebração.